# شش شرور
شش شرور یک گروه ابرتبه‌کارانه در سری کتاب‌های کامیک انتشارات مارول کامیکس می‌باشد. این تیم که تشکیل شده از دشمنان مرد-عنکبوتی است، اولین بار در مرد-عنکبوتی شگفت‌انگیز سالانه شماره اول (ژانویه ۱۹۶۴) به وسیله نویسنده استن لی و نقاش استیو دیتکو ساخته شد.

## تاریخچه

### شش شرور اصلی
بعد از سه بار شکست خوردن متوالی از مرد-عنکبوتی، دکتر اختاپوس با هر ابرتبه‌کار شناخته‌شده‌ای که سر راه مرد-عنکبوتی قرار گرفته بوده است، تماس می‌گیرد. فقط کرکس، الکترو، کراون شکارچی، میستریو و مرد شنی جواب او را می‌دهند. از آنجایی که هیچ‌یک از اعضای تیم نمی‌خواستند از افتخار کشتن مرد-عنکبوتی به دست خودشان چشم‌پوشی کنند، تصمیمی می‌گیرند تا یک به یک و بر اساس قرعه با وی بجنگند. شش شرور، بتی برنت منشی دیلی بیوگل، و زن‌عمو می را گروگان می‌گیرند تا مرد-عنکبوتی را مجبور به مبارزه کنند. مرد-عنکبوتی با تک تک شش شرور می‌جنگد و آنها را شکست می‌دهد و باعث می‌شود تا از تصمیمشان بابت مبارزه نکردن به صورتی گروهی پشیمان شوند.

### بازگشت شش شرور
در مرد-عنکبوتی شگفت‌انگیز شماره‌های ۳۳۴–۳۳۶، دکتر اختاپوس بقیه ی شرور ها از‌جمله الکترو، میستریو، مرد شنی، کراون شکارچی، کرکس را به بار دیگر فرامی‌خواند تا دنیا را تحت فرمان خود بگیرند. اما این نقشه‌ای بود تا دکتر اختاپوس بتواند به تنهایی فرمانروای زمین شود. در این زمان که مرد شنی تهدید شده بود و به زور به شش شرور بازگشته بود، به مرد-عنکبوتی کمک می‌کند تا جلوی دکتر اختاپوس گرفته شود.

### هفت شرور
یکبار تیم متفاوتی به نام هفت فاسد توسط شبگرد شیطانی تشکیل شد تا کین را شکست دهند. اعضای هفت فاسد شبگرد شامل سوسک، الکترو، میستریو، مک گارگان، شوکر و کرکس می‌شد. آن‌ها کین را میابند و در نبرد پیروز می‌شوند. مرد-عنکبوتی کین را از اعدام نجات می‌دهد و به کمک هم شش شرور را شکست می‌دهند.

### دوازده شرور
در شوالیه‌های مارول مرد-عنکبوتی، معلوم می‌شود نورمن آزبورن هویت اصلی گرین گابلین بوده و زندانی می‌شود. آزبورن از داخل زندان ابرتبه‌کارانی را که کینهٔ مرد-عنکبوتی را به دل داشتند استخدام می‌کند. با اشتیاق به نبرد، تبه‌کاران موافقت می‌کنند تا با یکدیگر همکاری کنند و دوازده شرور تشکیل می‌شود.
مک گارگان که تا زمان زندانی بودن آزبورن فرماندهٔ دوازده شرور است، عمهٔ پیتر پارکر را گروگان می‌گیرد و تهدید می‌کند اگر مرد-عنکبوتی به فرار نورمن آزبورن کمک نکرد، او را می‌کشد. مرد-عنکبوتی به کمک گربه سیاه آزبورن را فراری می‌دهد اما خود را در محاصرهٔ کرکس، مرد شنی، الکترو، آفتاب‌پرست، مارمولک، هیدرومن، شوکر، کله‌چکشی، بومرنگ و سنگ قبر می‌یابد. آزبورن که حالا لباس گرین گابلین را پوشیده، خود را با عنوان دوازده شرور را معرفی می‌کند.

### پنج شرور
اعضای پنج شرور شامل‌اند از: ٬بومرنگ، شیطان سریع، سوسک (دختر سنگ قبر)، شوکر و اوردرایو است. همچنین سوسک (ابنر جنکینز) هم به آنها کمک می‌کند. آنها خود را «دشمنان برتر مرد عنکبوتی» می‌نامند. پنج شرور با مرد عنکبوتی برتر می‌جنگند برای همین نام خود را دشمنان برتر مردعنکبوتی گذاشته‌اند.
مرد-عنکبوتی و گربه‌سیاه توسط کاپیتان آمریکا، مرد آهنی، بی‌باک، جلیقه‌زرد و چهار شگفت‌انگیز نجات داده می‌شوند.